# Remise (bordspel)
De uitdrukking remise wordt in bordspellen tussen twee spelers gebruikt om de uitslag van een onbesliste partij mee aan te duiden. Het woord kent zijn oorsprong in het Frans, waar het "herzetten" betekent. De spelers zouden bij spellen als dammen, schaken en stratego eindeloos hun stukken kunnen verzetten zonder verder te komen als de partij niet onbeslist kan worden verklaard.
Bij dammen worden meestal twee punten gedeeld en dan is de remise-uitslag 1-1. Bij schaken wordt één punt gedeeld en is de remise-uitslag ½-½.
Ook go en reversi kunnen onbeslist eindigen, maar dat is relatief zeldzaam. Het is dan toepasselijker om te spreken van een gelijkspel. De partij eindigt niet in eindeloos ronddolende stukken, maar in een gelijk aantal punten. Bij een gelijkspel bij go spreekt men van "jigo".

## Remise bij dammen
Een dampartij eindigt in remise als aan een van de volgende voorwaarden wordt voldaan:
- Als er driemaal dezelfde stelling op het bord is verschenen.
- Als beide spelers besluiten tot remise.
- Als er geen redelijke mogelijkheid meer is om te winnen. Als beiden alleen maar 1 dam hebben die niet meteen verloren gaat is het direct remise. Als het 2 dammen tegen 1 dam is, kan na 5 zetten remise uitgeroepen worden, bij 3 dammen (of schijven) tegen 1 dam na 16 zetten.
- Als er wederzijds 25 zetten niet is geslagen en er alleen maar met dammen is geschoven.

## Remise bij schaken
Een schaakpartij eindigt in remise indien aan een van de volgende voorwaarden wordt voldaan:
- De spelers komen remise overeen.
- Een speler zet de tegenstander pat.
- Voor de derde maal (of vaker) is dezelfde stelling ontstaan, of deze staat op het punt te ontstaan, en de speler die aan zet is eist op grond hiervan remise. Bij de vijfde maal is het automatisch remise.
- In de laatste vijftig zetten is geen stuk geslagen en geen pion verzet (vijftigzettenregel) of dit is na de komende zet het geval, en de speler die aan zet is eist op grond hiervan remise. Na 75 zetten is het automatisch remise, tenzij het na de laatste zet mat is.
- De stelling is zodanig dat geen van beide spelers nog in staat is om de tegenstander mat te zetten (dode stelling).
- Van beide spelers is de vlag gevallen en het valt niet meer na te gaan wiens vlag het eerst viel.
- Van één speler is de vlag gevallen maar de ander heeft geen mogelijkheid meer om mat te zetten.
- De arbiter grijpt in, zoals bij onsportief gedrag of een niet meer te herstellen onreglementaire stelling.

## Salonremise
Een aparte vorm van overeengekomen remise is de salonremise (bij schaken) of grootmeesterremise (bij dammen). Dit is een snelle, strijdloze remise, doorgaans omdat beide spelers er belang bij hebben, bijvoorbeeld voor een (groot-)meesterresultaat, een hoge klassering of om een extra rustpauze in te lassen.
Dit wordt niet altijd op prijs gesteld. In de 8e ronde van het World Cup-toernooi van Rotterdam, 1989 kwamen de grootmeesters Valeri Salov (wit) en Rafael Vaganian, die beiden ziek waren, na de ongebruikelijke openingszet 1. h4 remise overeen. De arbiter gelastte de spelers de partij over te spelen. Na 11 zetten werd het alsnog remise.

## Vermijden van remises
Bij enkele toernooien zijn regels ingesteld die tot doel hebben het aantal remises terug te dringen. De bekendste zijn de Sofia-regels, waarbij het niet toegestaan is om remise aan te bieden en de Bilbao-regels waarbij een overwinning met 3 punten wordt gewaardeerd, een remise met 1 punt en een nederlaag met 0.

## Remise bij go (jigo)
Bij go spreekt men liever van jigo (gelijkspel), omdat het niet wordt overeengekomen, het is een einduitslag. De uitslag wordt bepaald door het aantal "veroverde" bordpunten van iedere speler te tellen. In oude partijen kwam "jigo" nog wel voor. Maar sinds halverwege de 20e eeuw is een systeem geïntroduceerd om het nadeel voor wit te compenseren. Zwart begint bij go. Wit krijgt een compensatie in punten ("komi"). Meestal gebruikt men voor deze zogeheten komi een niet-geheel getal (zoals 6½ of zelfs 7½ punt), om een beslissing te forceren. Ook wanneer men geen half punt gebruikt voor de komi, komt het zelden voor dat beide spelers een gelijk aantal punten behalen, hooguit in 2% van de partijen. Remise overeenkomen zoals bij dammen en schaken, is bij go absurd. Het einde van een partij kom je overeen. De einduitslag kun je tellen. 

## Remise in het dagelijks spraakgebruik
Het woord wordt buiten de wereld van sport en spel ook gebruikt om een situatie aan te geven waarin voor beide partijen de resultaten in evenwicht zijn. Een gelijkspel bij voetbal of hockey bijvoorbeeld. 
Dit moet niet worden verward met een patstelling, een term uit het schaakspel om vastgelopen situatie aan te geven, een van de strijdende partijen geen zet meer kan doen, maar niet schaak staat. Het woord patstelling wordt in figuurlijke zin dan ook wel gebruikt voor "impasse".